# 志段味古墳群
志段味古墳群（しだみこふんぐん）は、愛知県名古屋市守山区上志段味地区及び愛知県瀬戸市鹿乗町一帯にある古墳群。現存する古墳のうち7基が国の史跡に指定されている。

## 概要
志段味地区のある東谷山の麓から龍泉寺にかけての周辺、更に尾張旭市や瀬戸市などを含めた庄内川両岸の河岸段丘には多くの古墳が築造され、かつて100基を越える古墳が存在していたとされるが、この地区が戦前は軍の演習場であったこと、また戦後は民間への土地払い下げと開発に伴う区画整理が行われたことなどによって多くが失われた。
しかし、上志段味地区には未だ古墳が多く残されており、志段味古墳群、または上志段味古墳群と呼ばれ、いずれも4世紀から7世紀にかけて築造されたと考えられている。なお、名古屋市内の古墳のおよそ6割が守山区にあるとも言われている。
現存する古墳のうち、白鳥塚古墳は1972年（昭和47年）に国の史跡に指定。2014年（平成26年）10月6日付で尾張戸神社古墳、中社古墳、南社古墳、志段味大塚古墳、勝手塚古墳、東谷山白鳥古墳の6基が追加指定され、史跡としての指定名称を「志段味古墳群」と改めた。

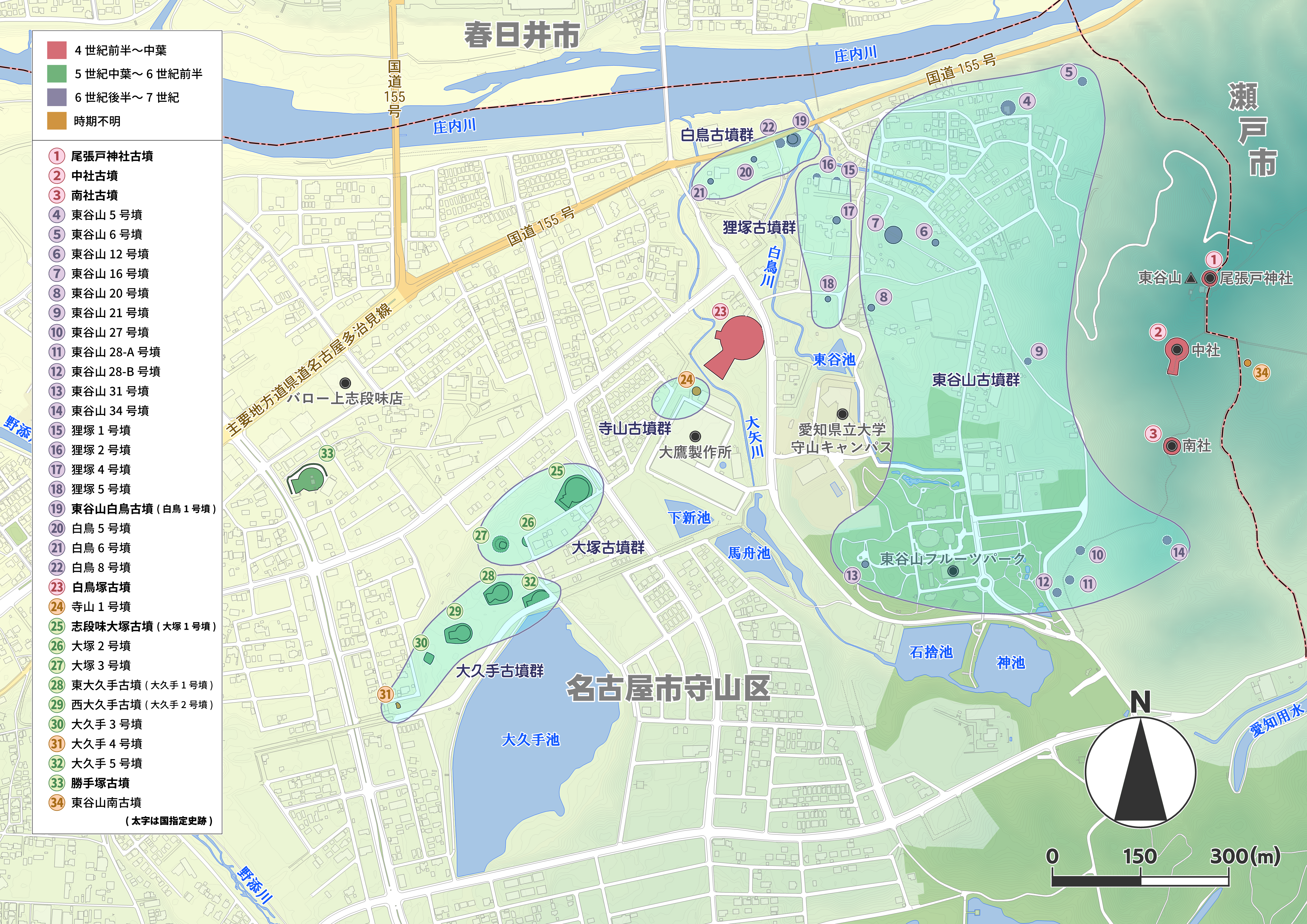
志段味古墳群地図 （2017年（平成29年）現在）
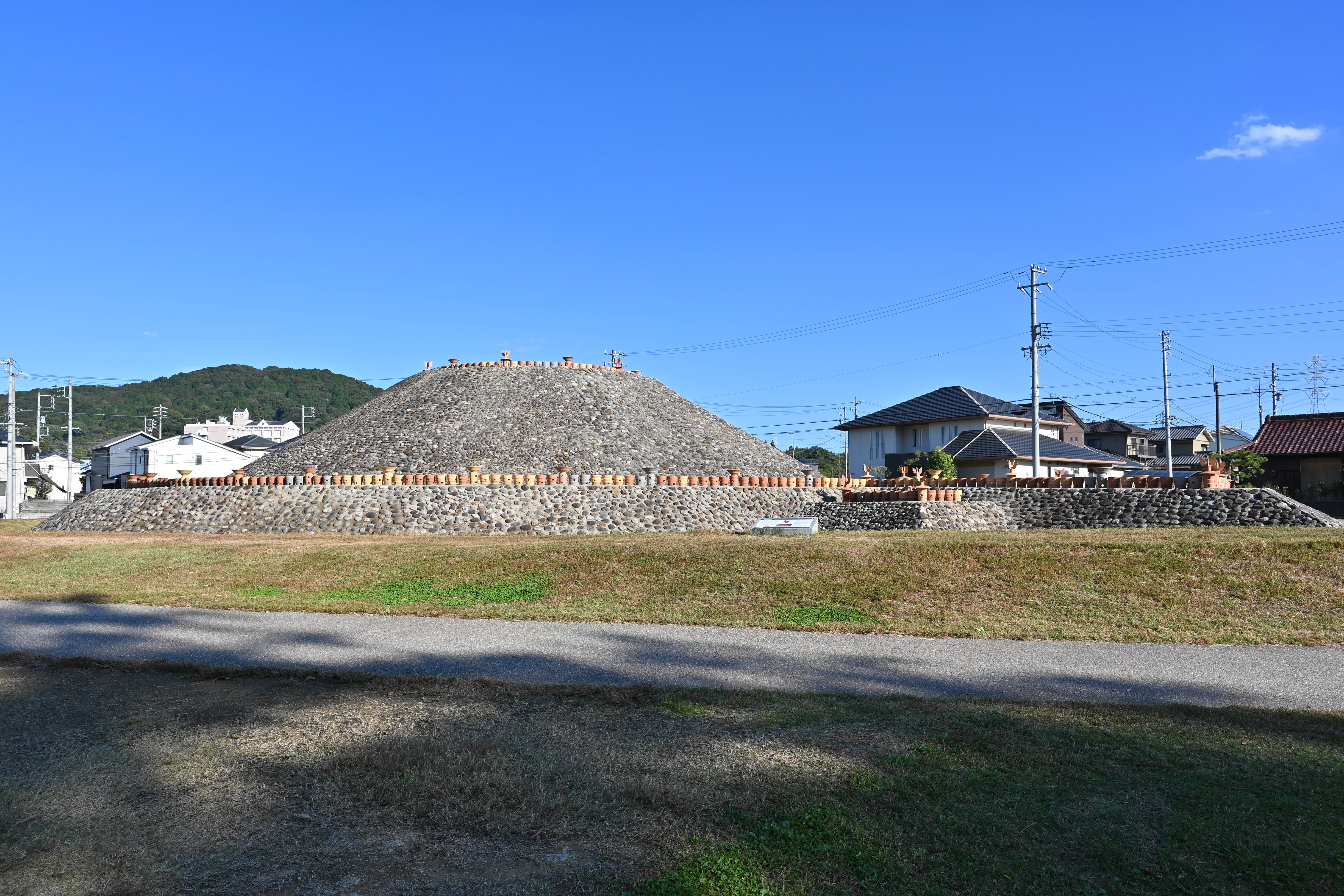
東谷山と志段味大塚古墳 （2022年（令和4年）11月）

## 代表的な古墳
東谷山の古墳群を志段味古墳群とは別として扱う資料もある。
- 東谷山山頂古墳
  - 尾張戸神社古墳
  - 中社古墳
  - 南社古墳
- 東谷山古墳群
- 白鳥塚（しらとりづか）古墳
- 白鳥（しろとり）古墳群
- 大塚古墳群（大塚遺跡）
  - 志段味大塚古墳
  - 大塚2号墳
  - 大塚3号墳
- 大久手古墳群
  - 東大久手古墳
  - 西大久手古墳
  - 大久手3号墳
  - 大久手4号墳
  - 大久手5号墳
- 勝手塚古墳

## 「歴史の里」構想
名古屋市は、志段味古墳群と周辺の豊かな自然環境を「歴史の里 しだみ古墳群」として順次整備する計画で、2005年（平成17年）から発掘調査を行なっている。
2019年（平成31年）4月1日にはガイダンス施設として「体感!しだみ古墳群ミュージアム」（愛称：SHIDAMU / しだみゅー）がオープン。

## ギャラリー

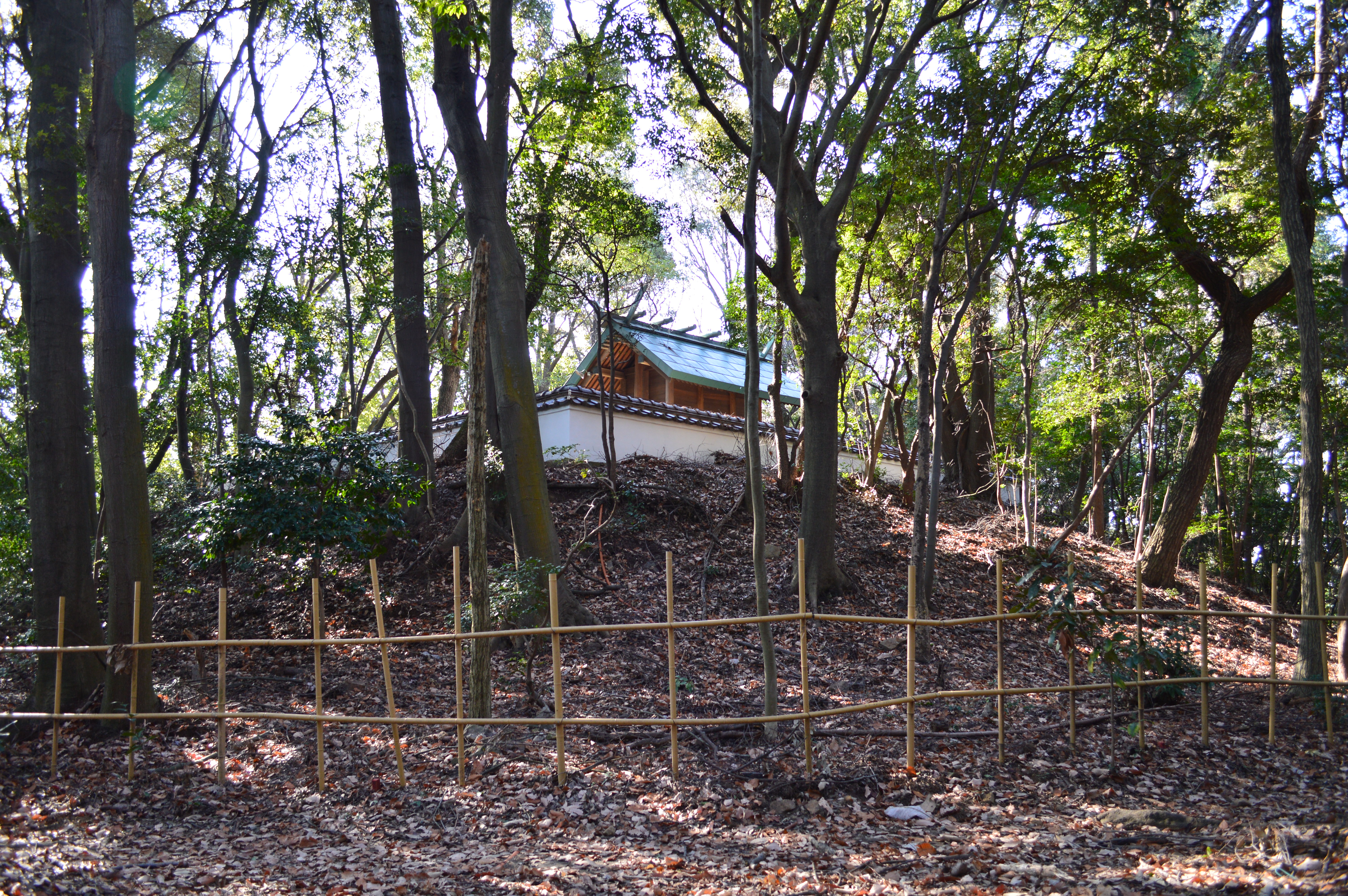
尾張戸神社古墳 （2014年（平成26年）1月）
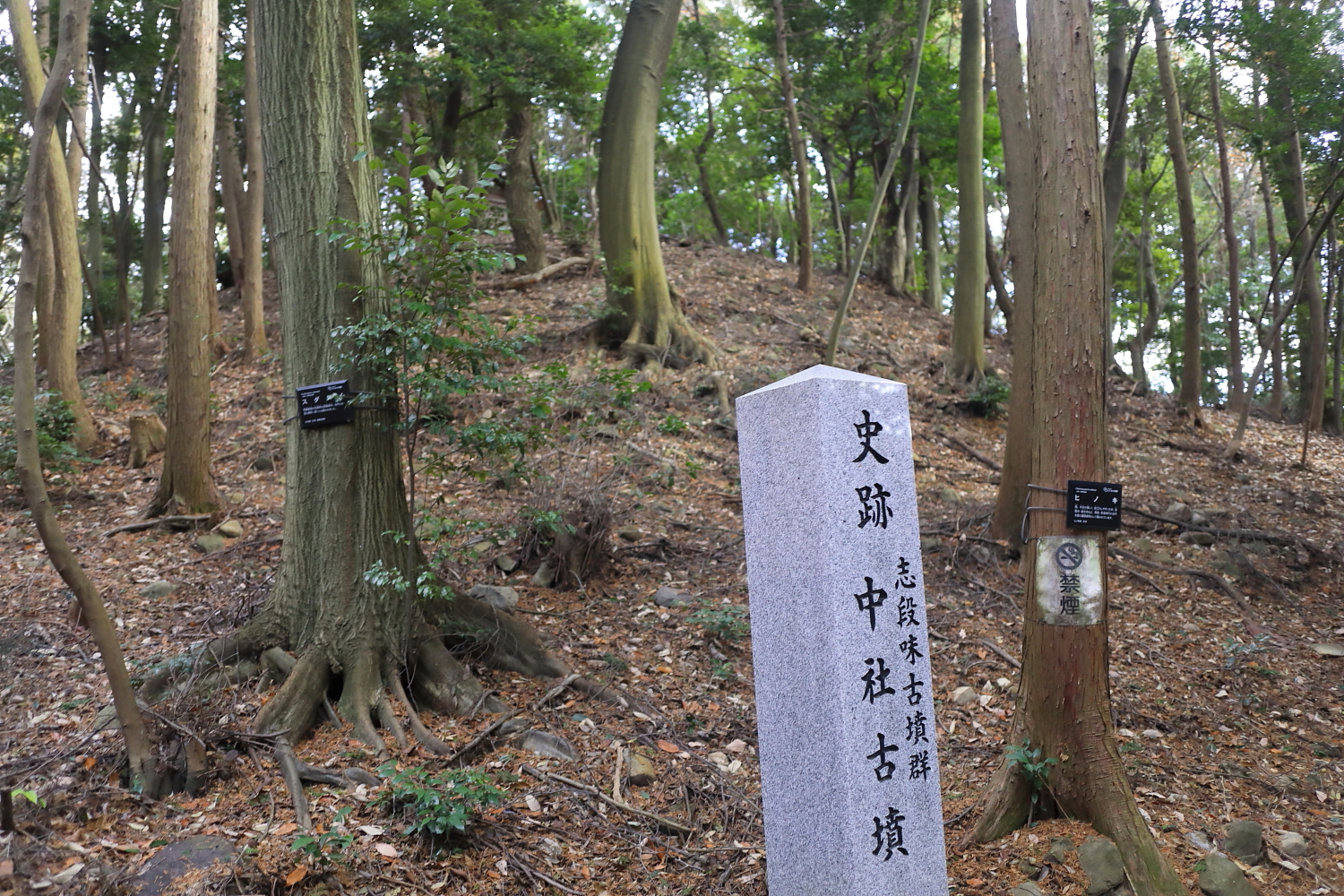
中社古墳 （2021年（令和3年）1月）
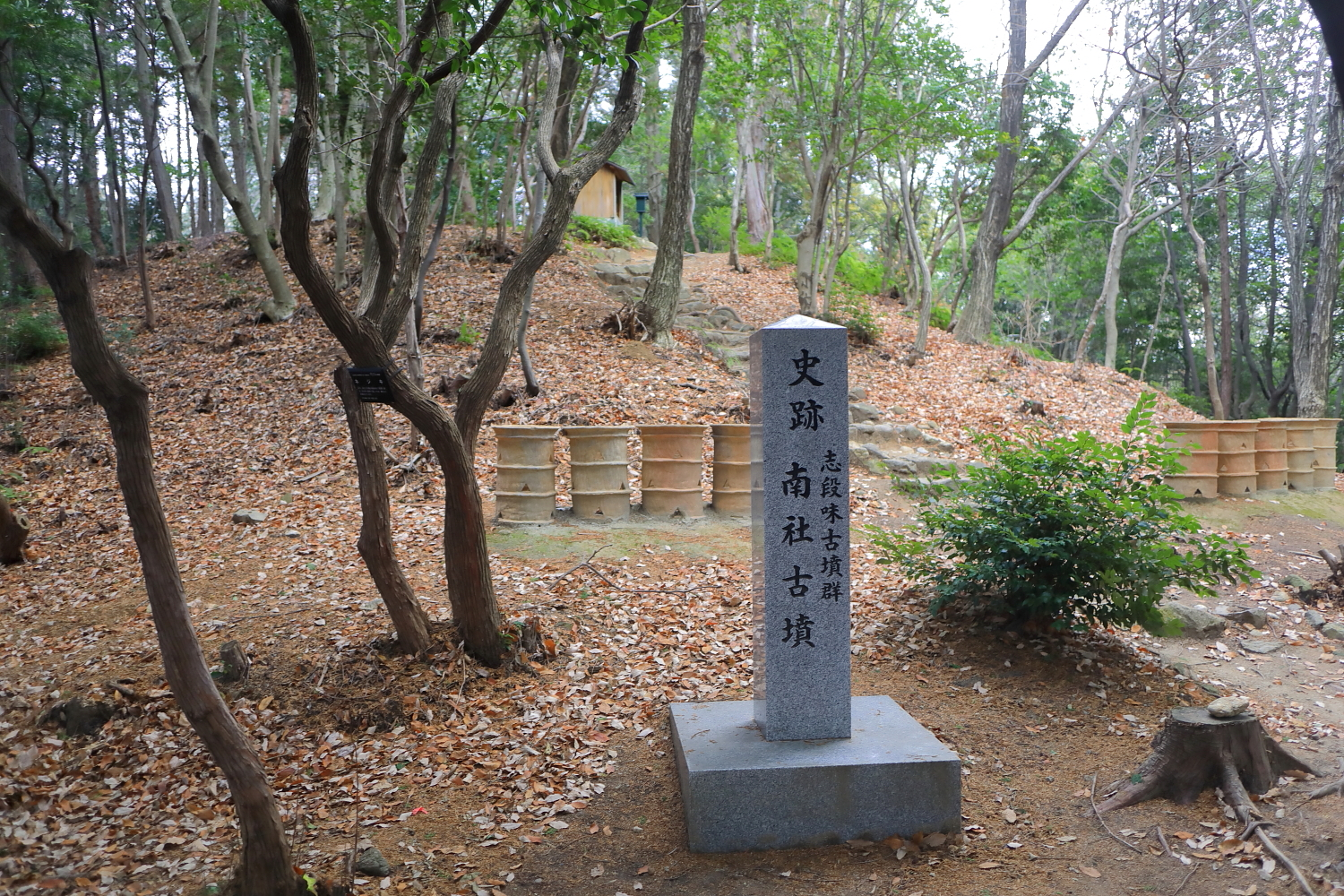
南社古墳 （2021年（令和3年）1月）
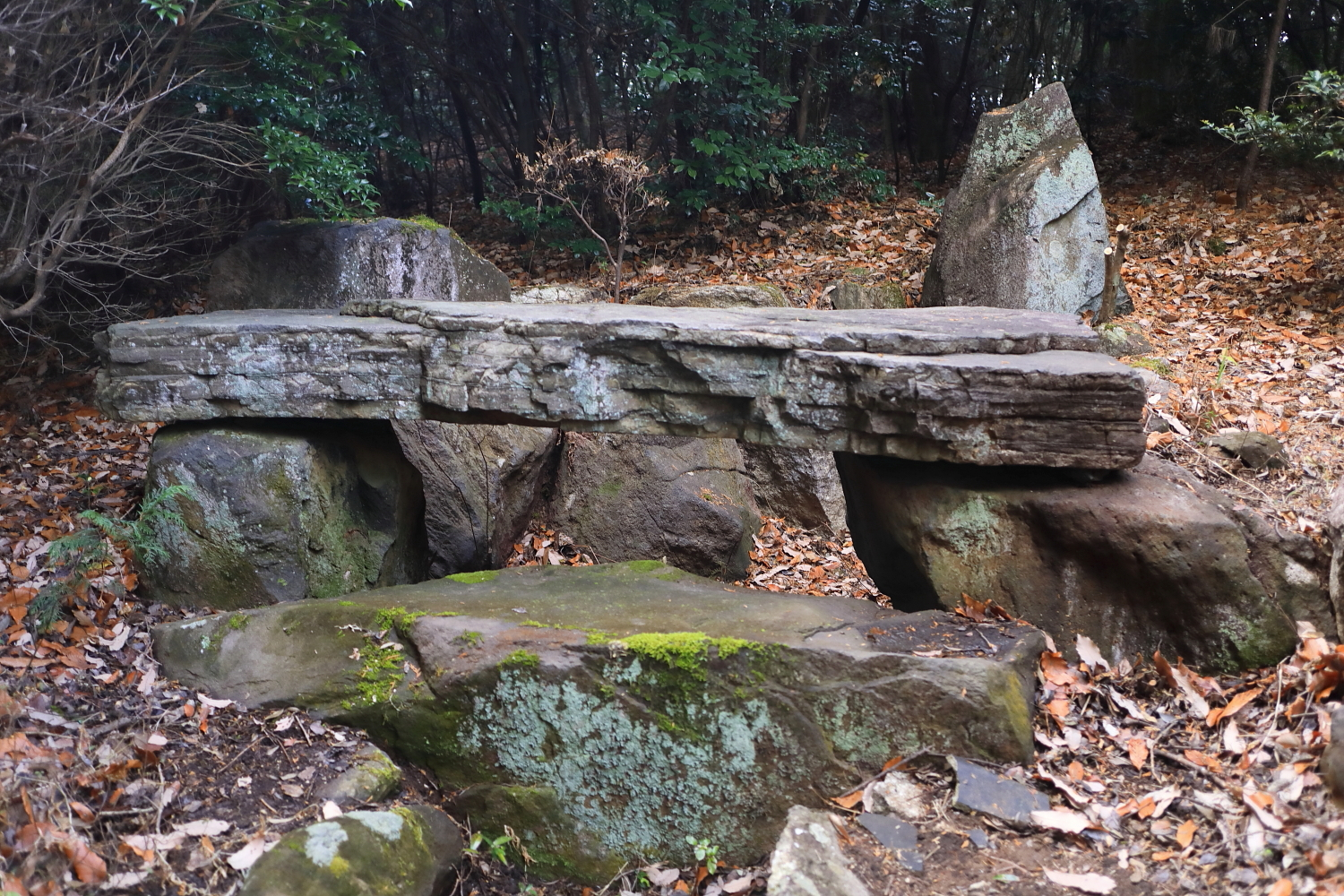
移築された東谷山3号墳（ストーンテーブル） （2021年（令和3年）1月）
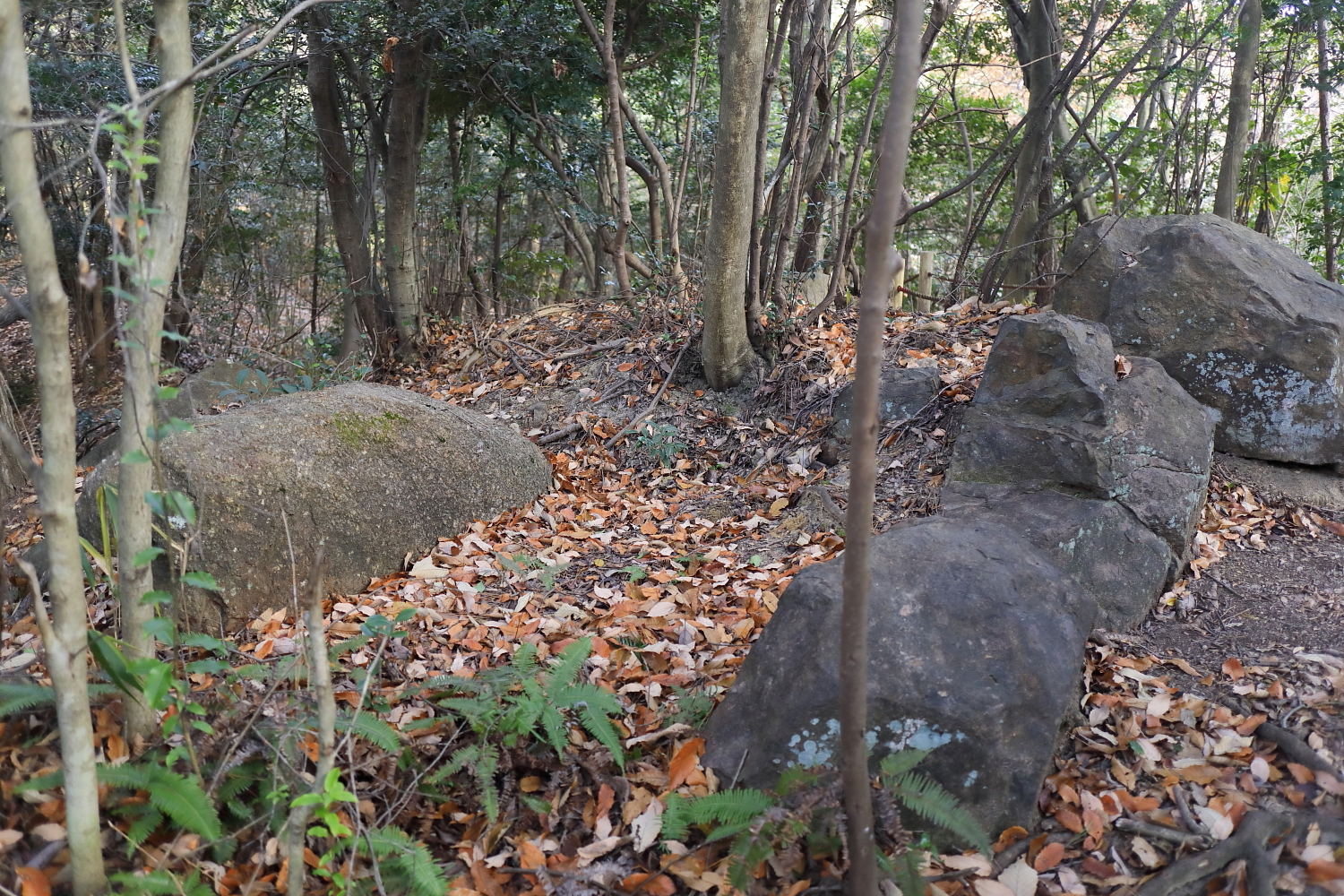
東谷山27号墳 （2021年（令和3年）1月）
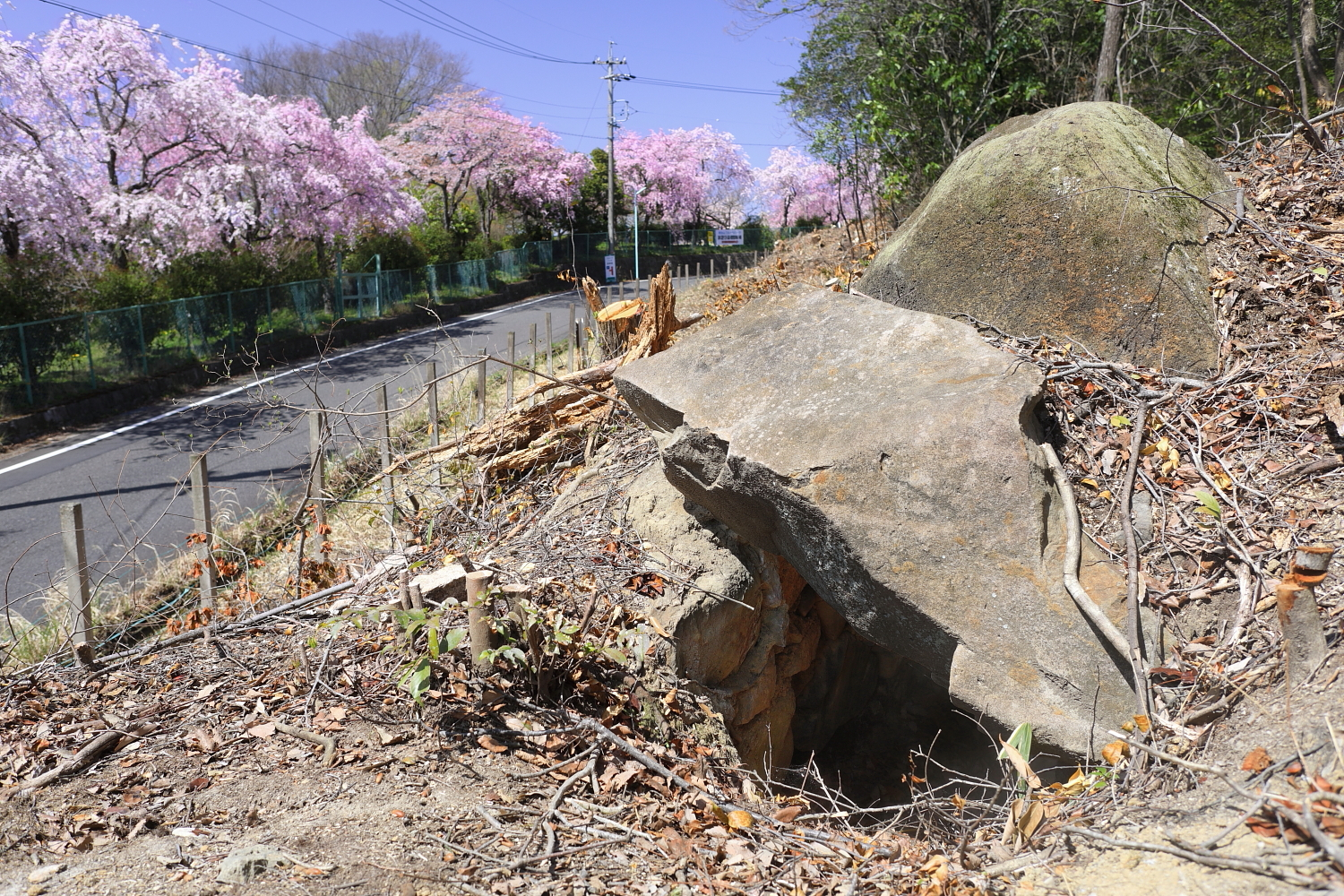
東谷山28-A号墳 （2022年（令和4年）4月）
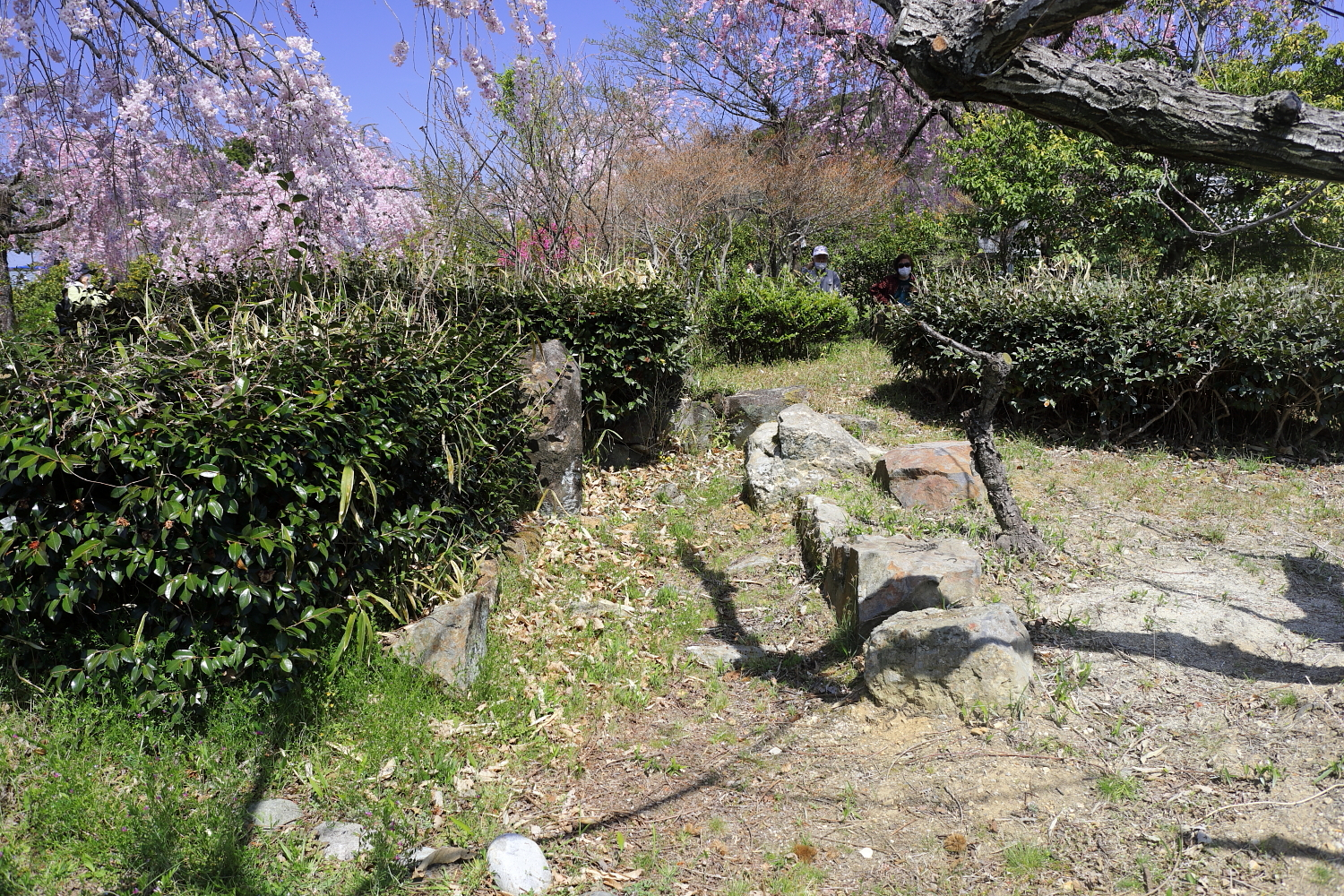
東谷山フルーツパーク内にある東谷山31号墳 （2022年（令和4年）4月）
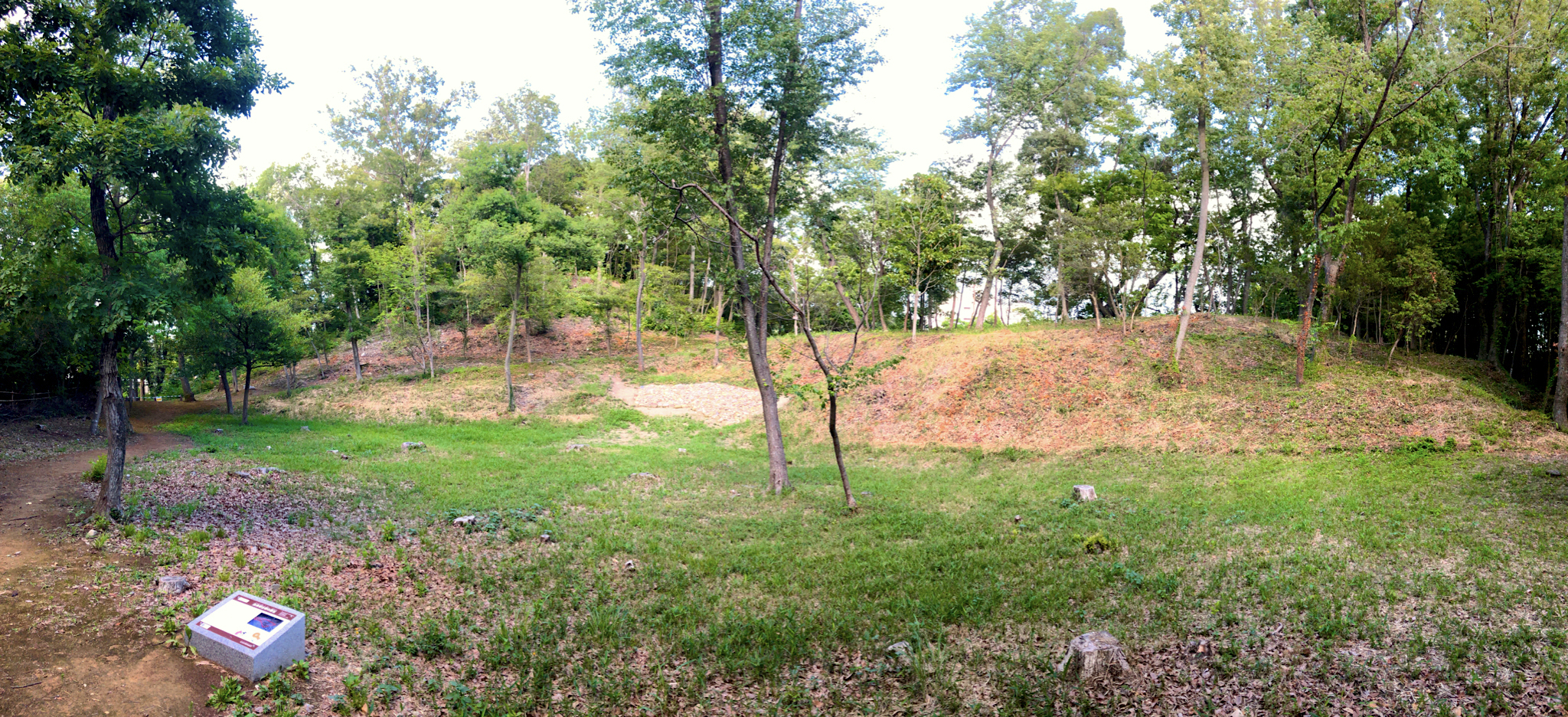
白鳥塚古墳全景 （2019年（令和元年）6月）
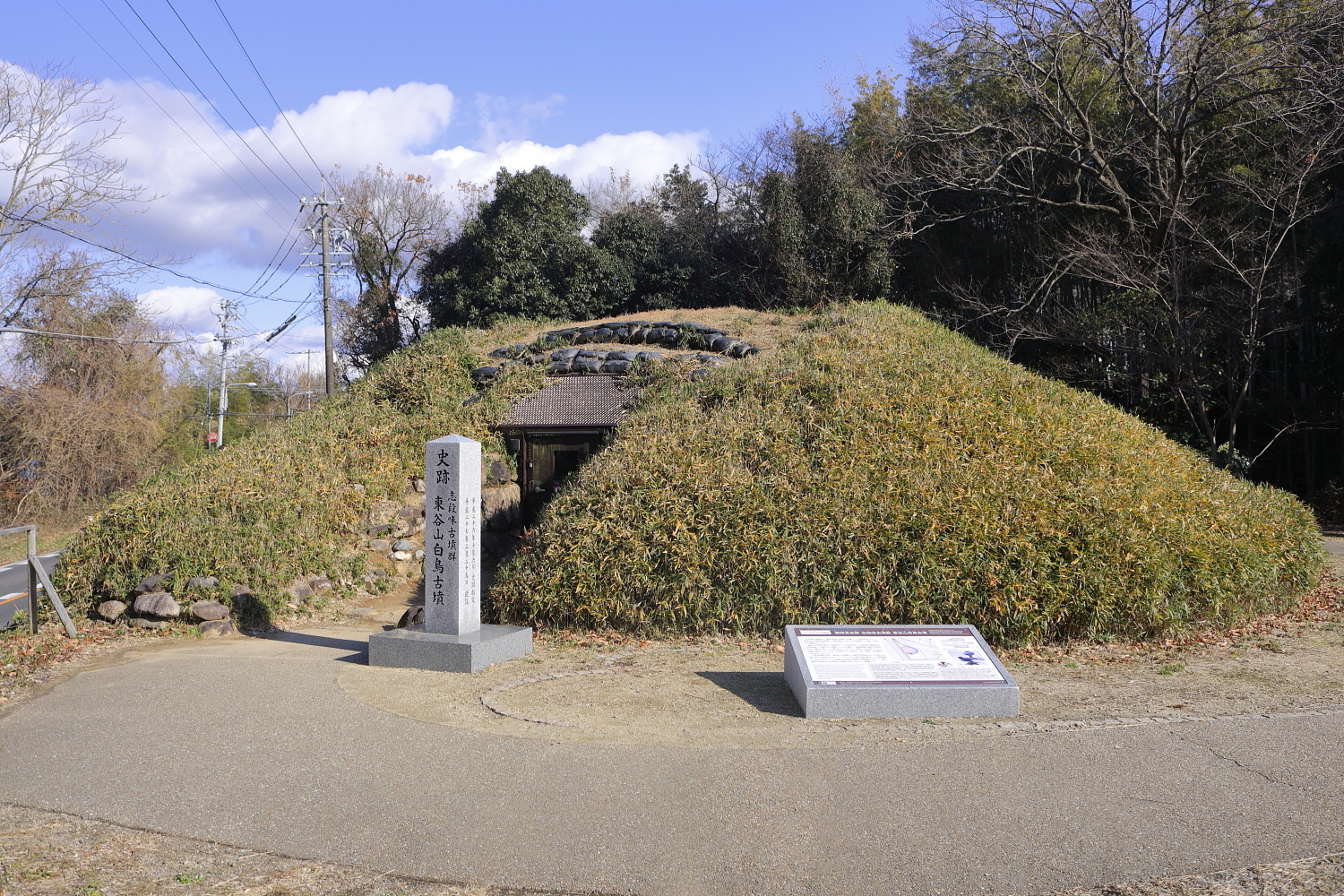
白鳥1号墳 （2021年（令和3年）1月）
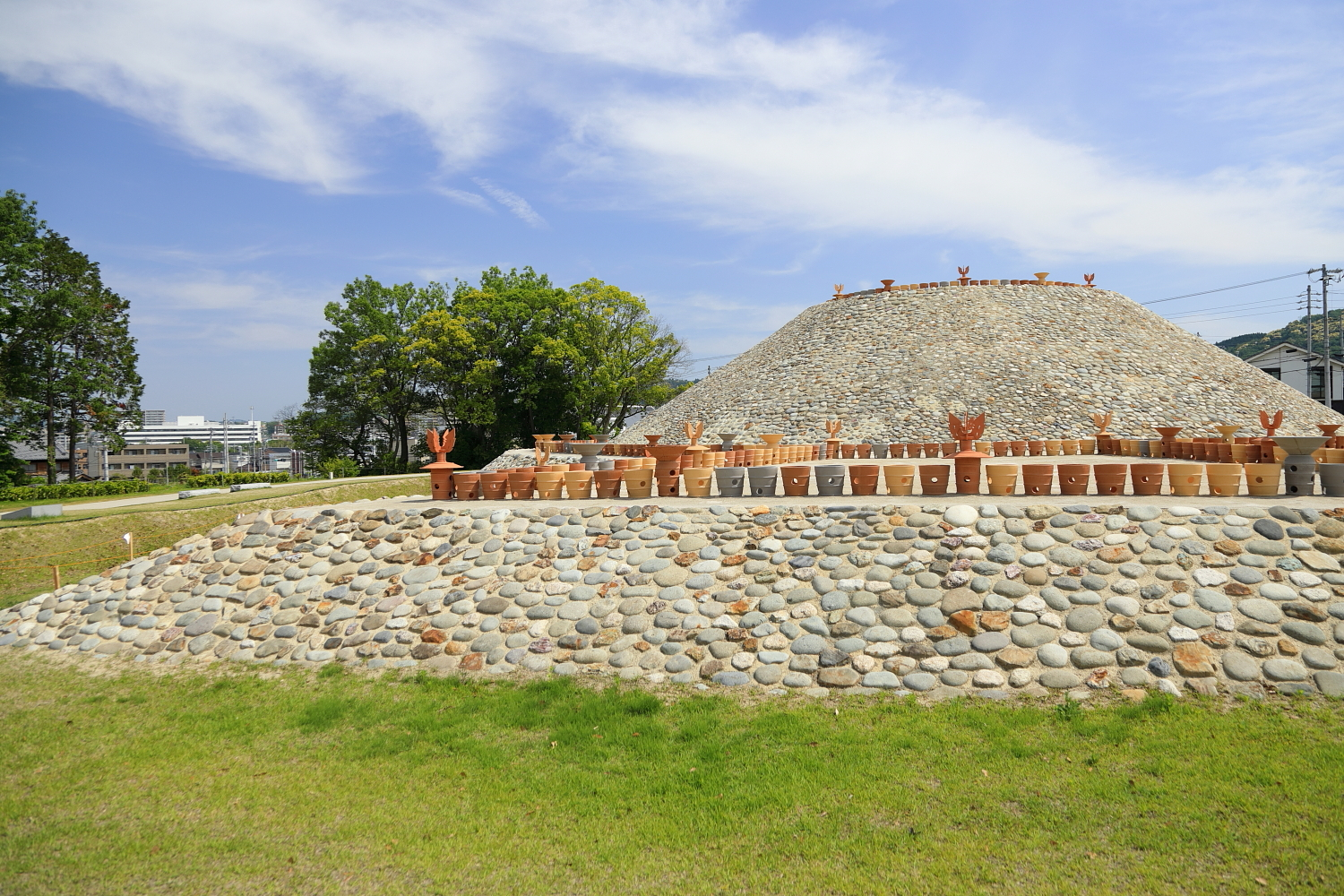
志段味大塚古墳 （2019年（令和元年）5月）
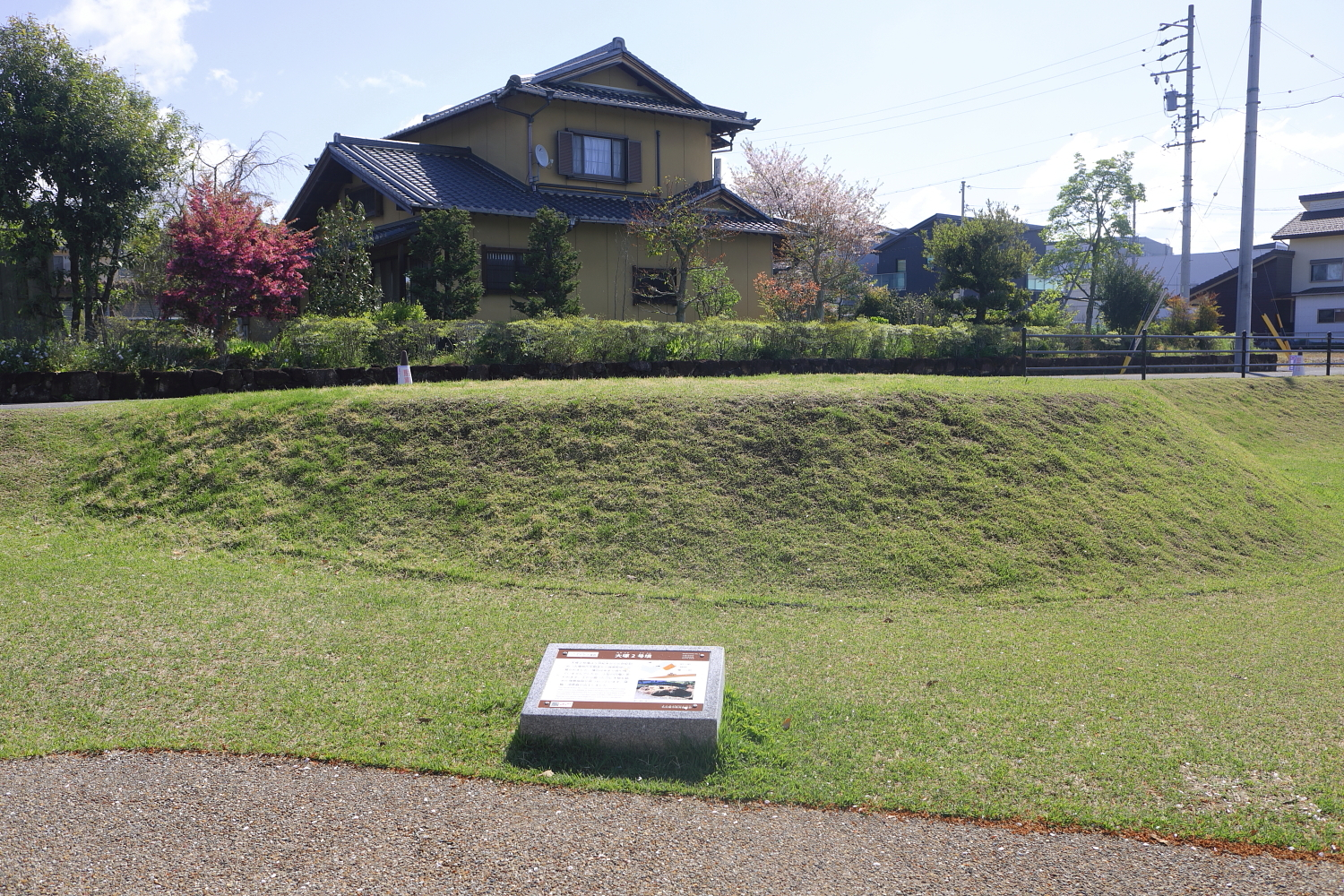
大塚2号墳 （2021年（令和3年）4月）
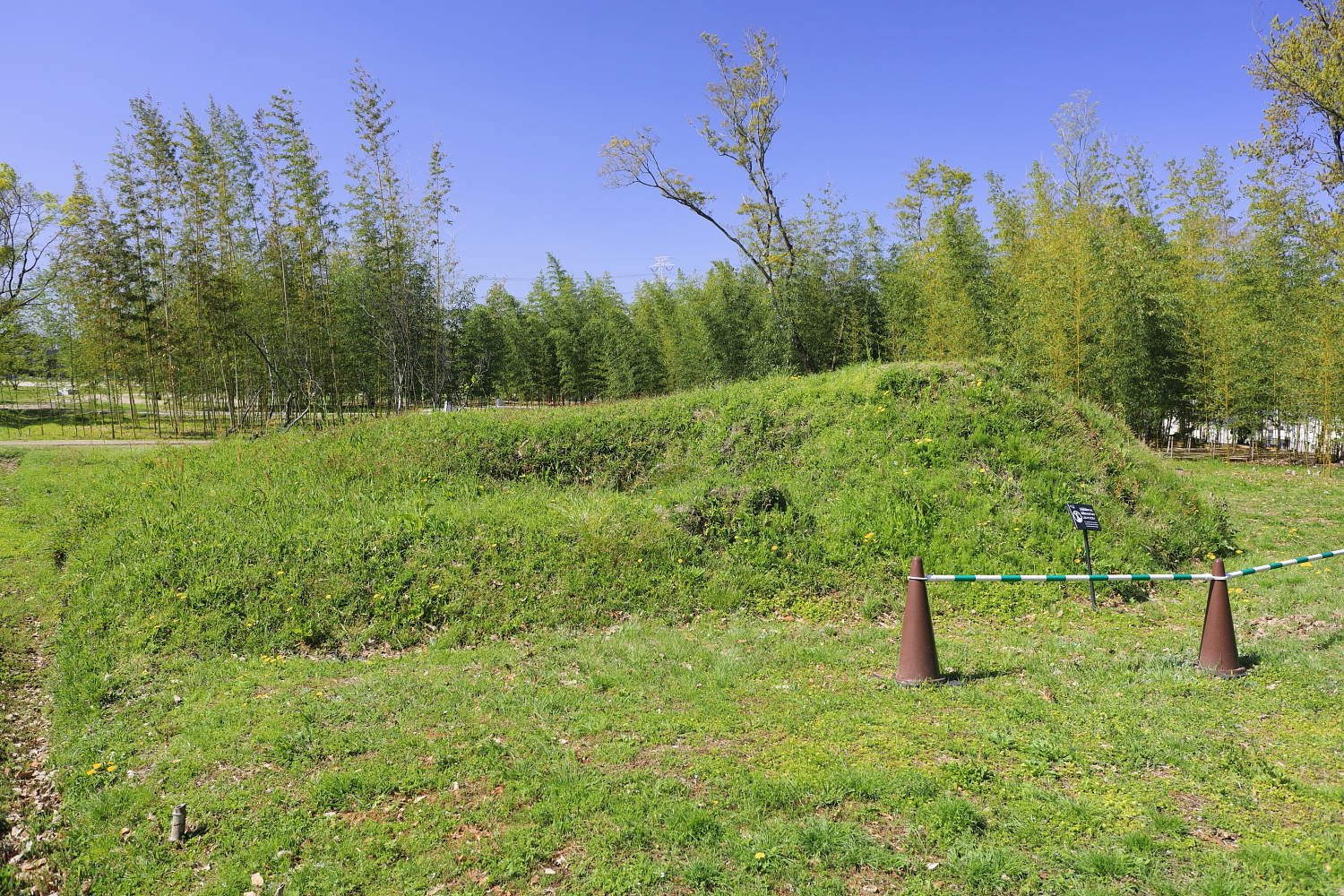
大塚3号墳 （2021年（令和3年）4月）
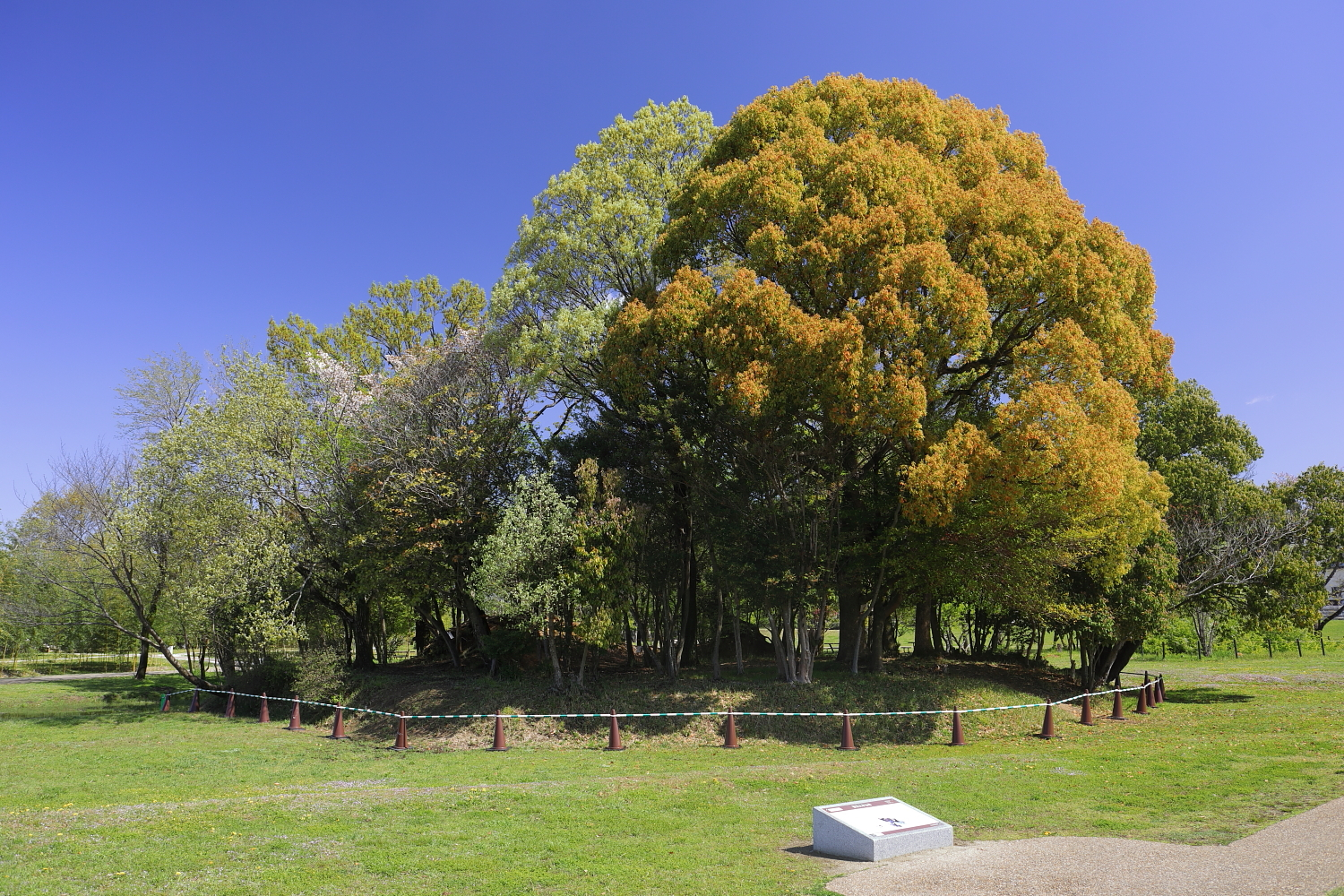
東大久手古墳 （2021年（令和3年）4月）
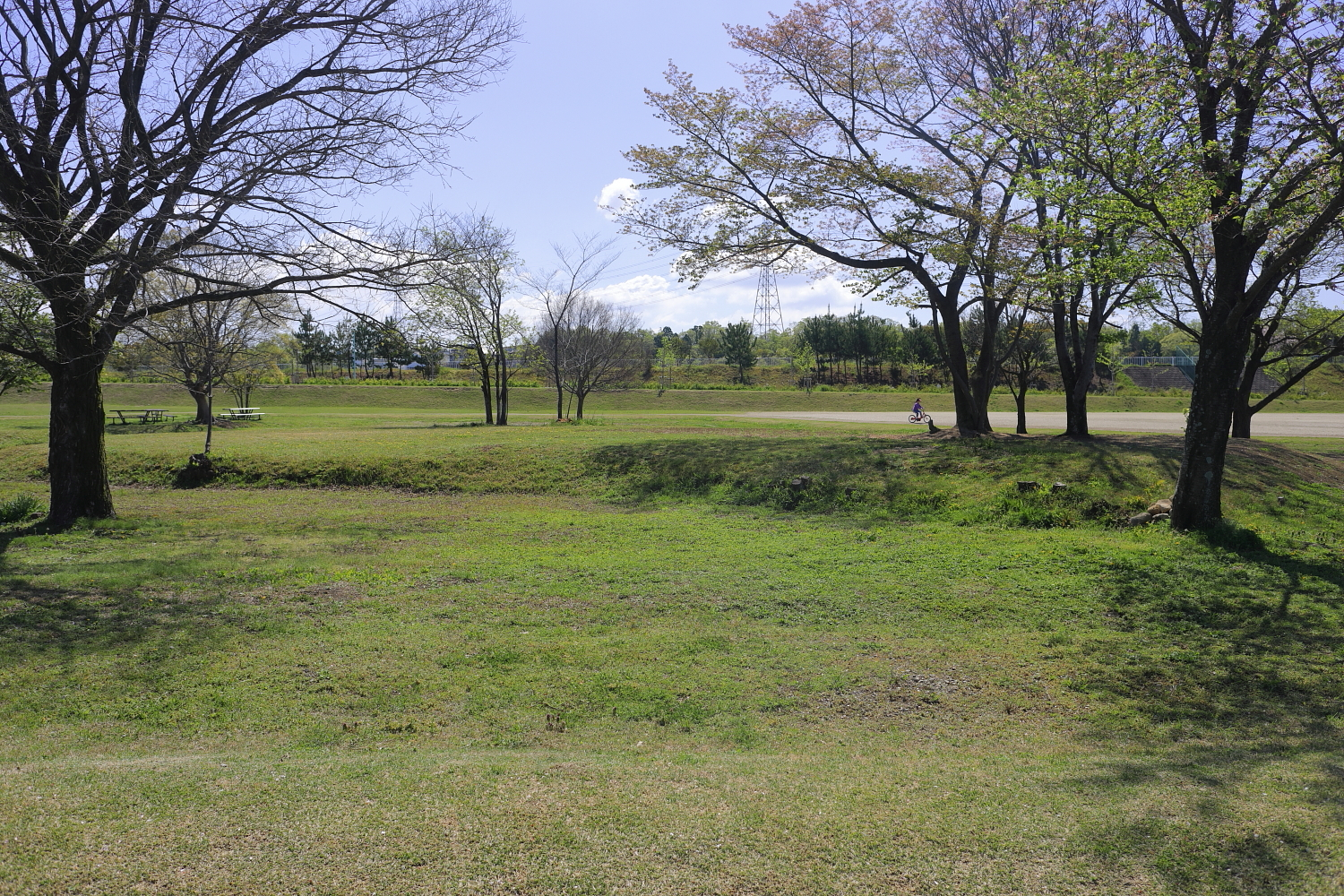
西大久手古墳 （2021年（令和3年）4月）
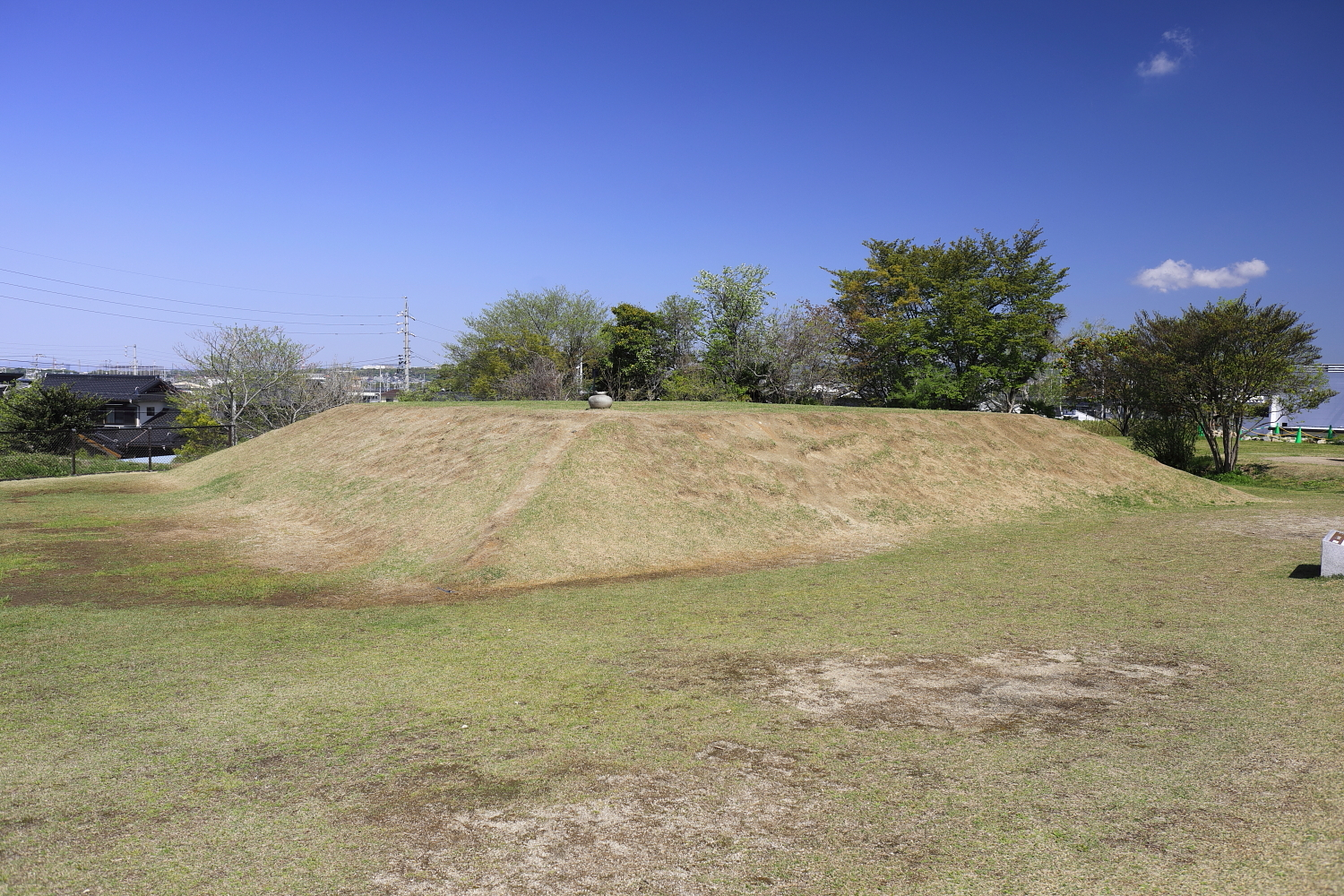
大久手3号墳 （2021年（令和3年）4月）
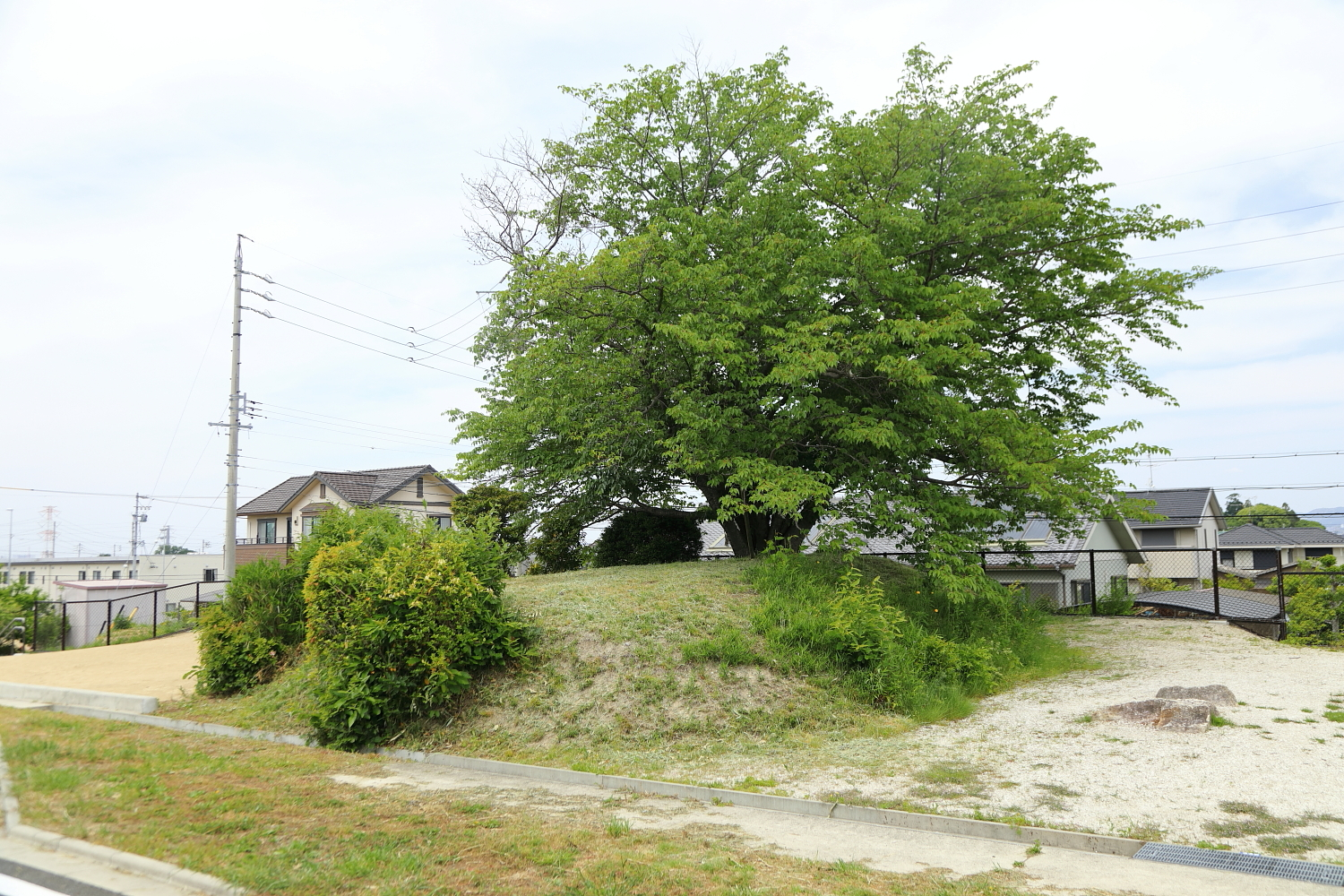
大久手4号墳 （2019年（令和元年）5月）
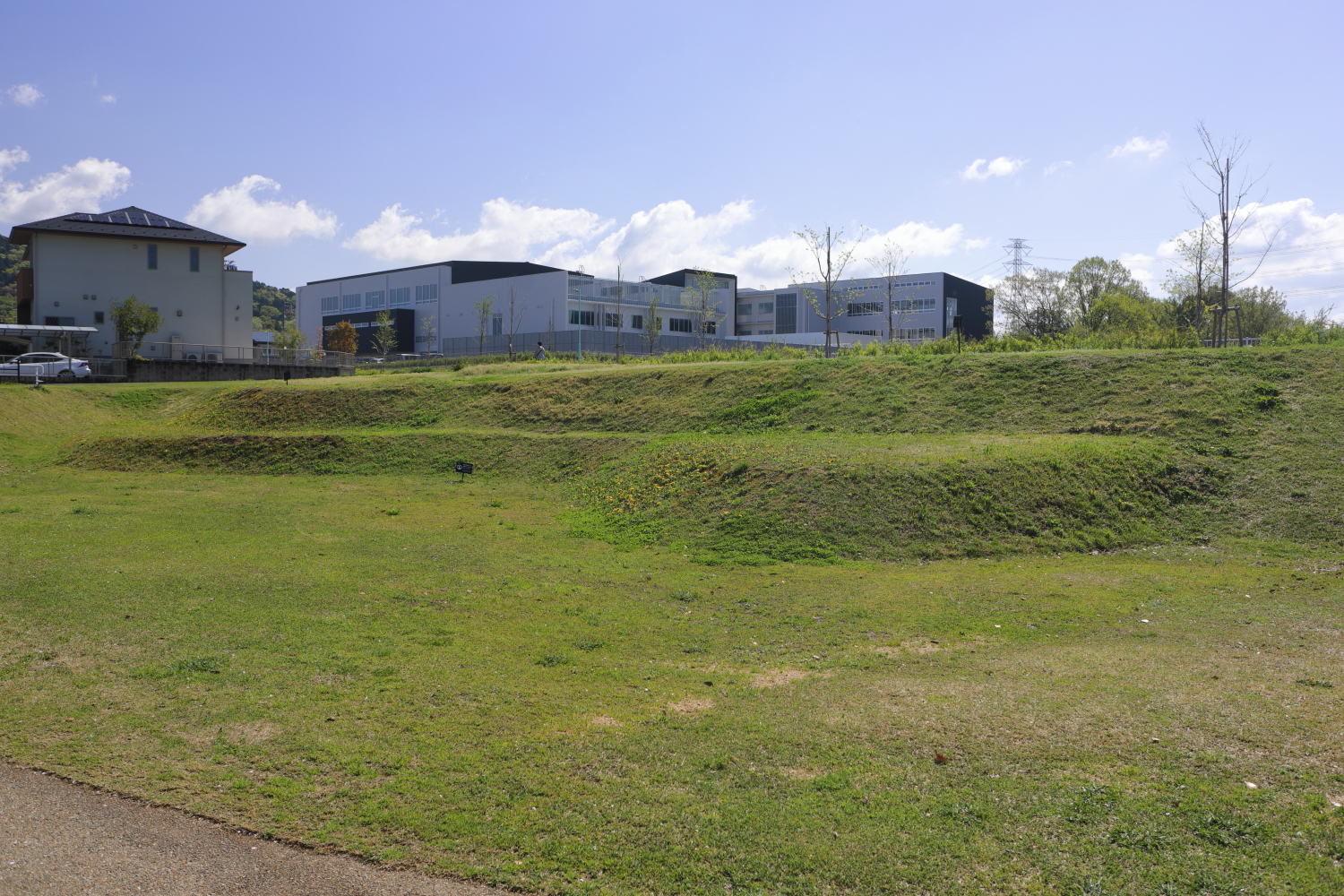
大久手5号墳 （2021年（令和3年）4月）
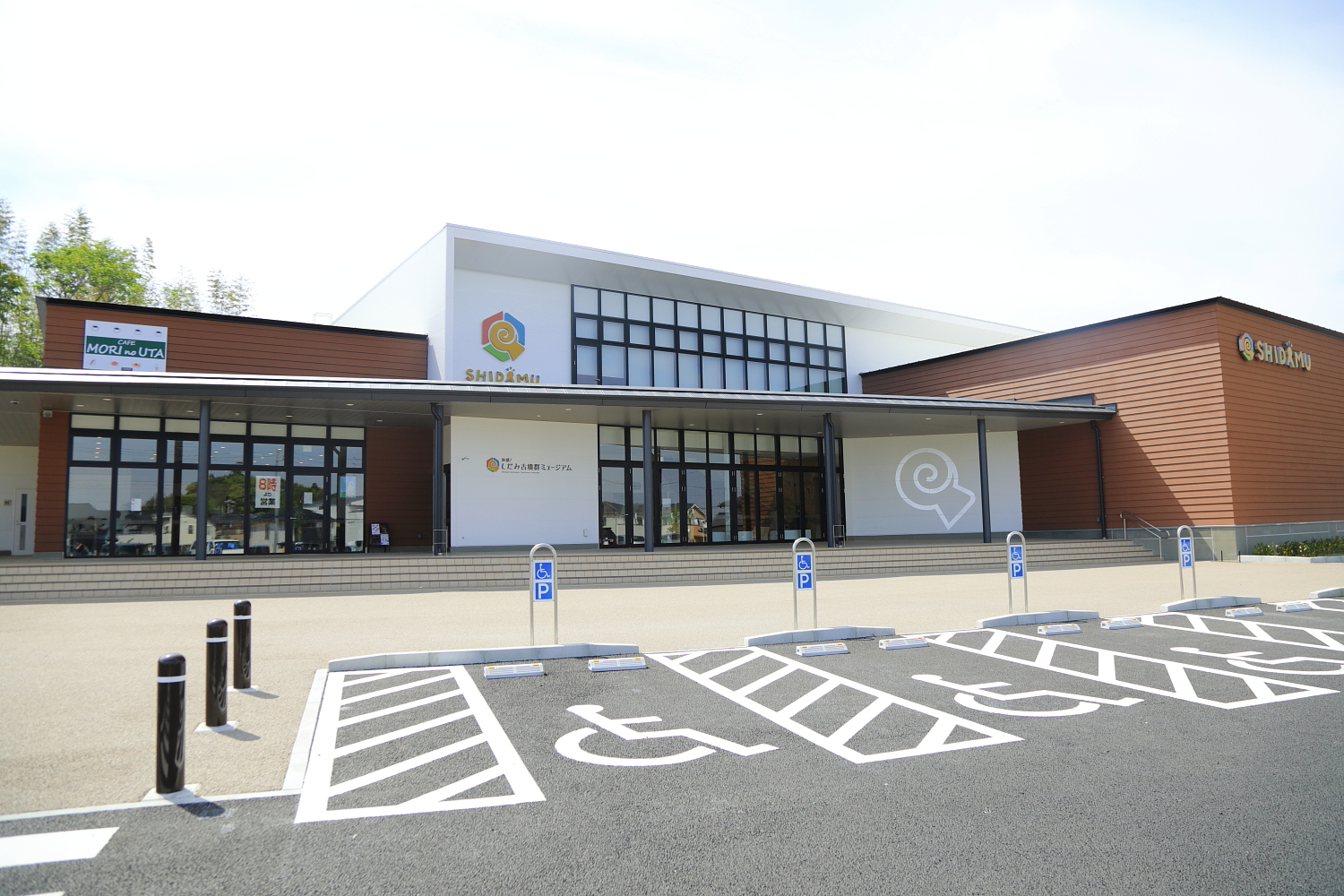
体感！しだみ古墳群ミュージアム （2019年（令和元年）5月）

### 注記
1. ↑  上志段味村、志段味村上志段味
2. ↑  SHIDAMIとMUSEUMをかけた造語。